# Cuisine australienne

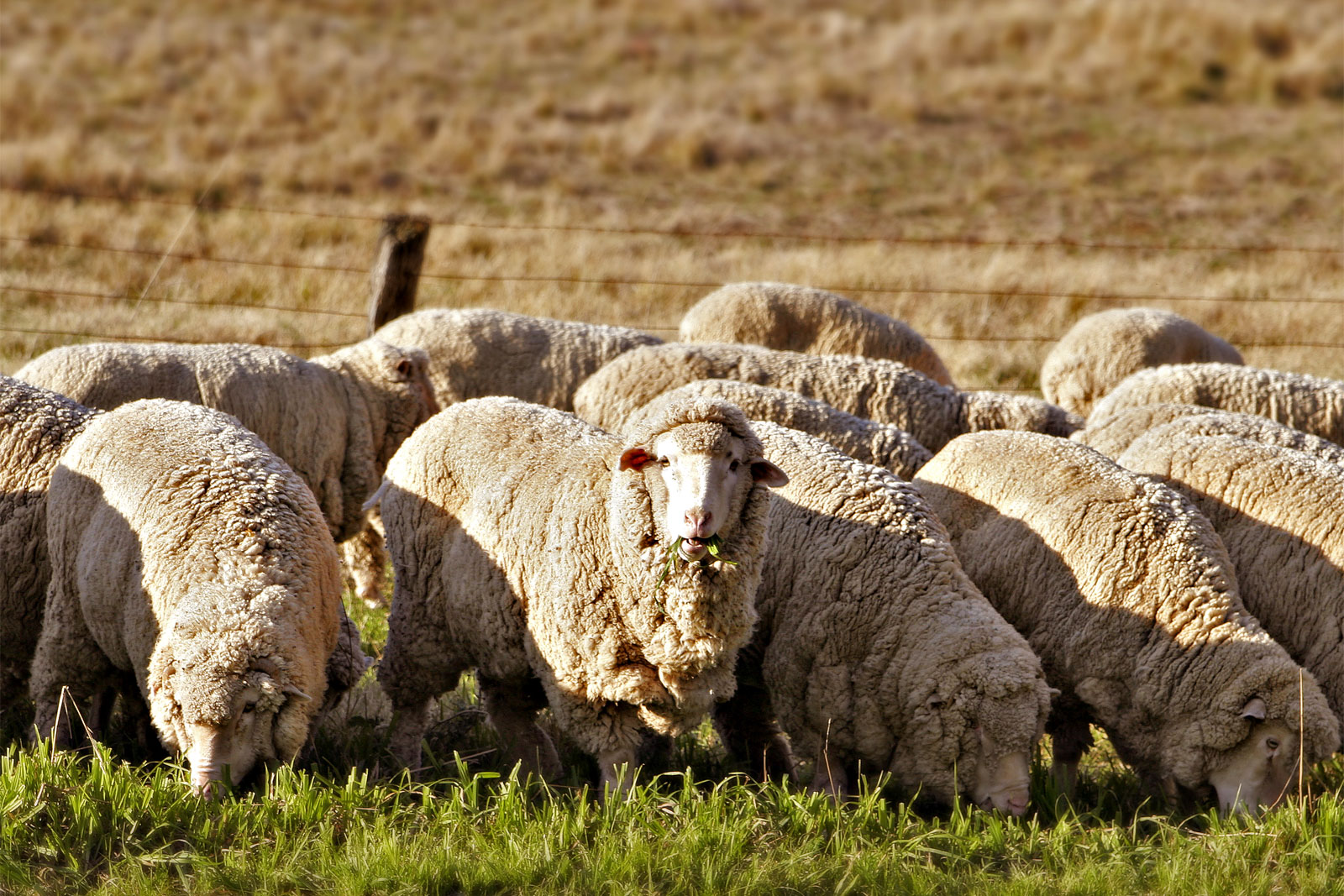
L'Australie a des ressources naturelles abondantes et les Australiens ont accès à un large choix de viandes de qualité.

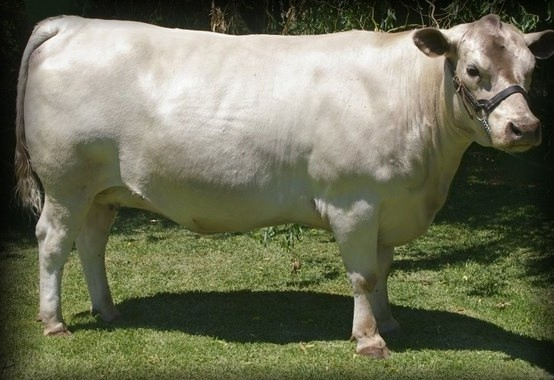
Le Square Meater est une des races bovines créées en Australie.

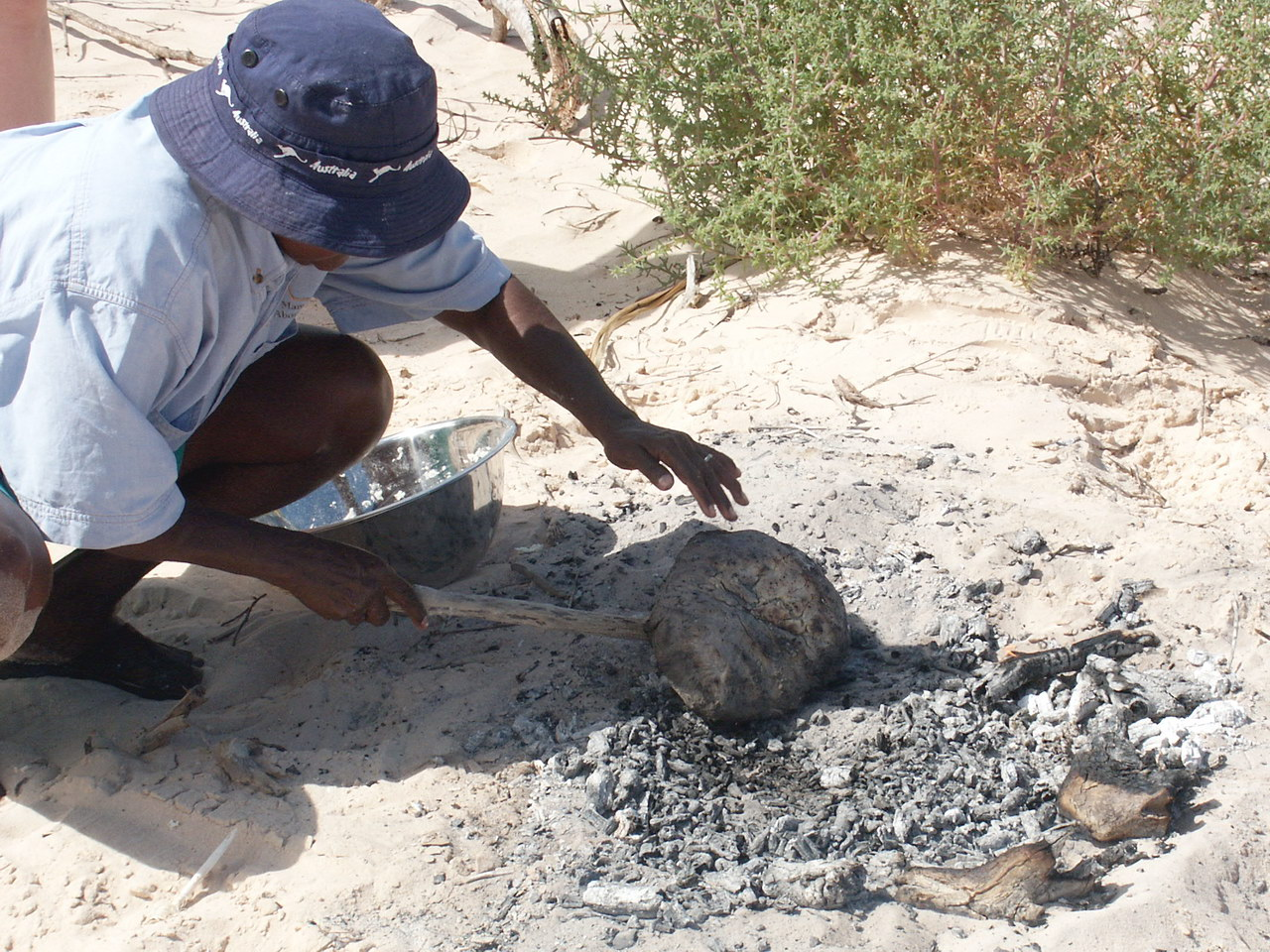
Le Damper est un pain traditionnel australien.

La cuisine australienne contemporaine combine des origines indigènes et britanniques avec des influences méditerranéennes et asiatiques. L'Australie a des ressources naturelles abondantes et les Australiens ont accès à un large choix de viandes de qualité. Faire griller de l'agneau et du bœuf en plein air est une vieille tradition. La grande majorité des Australiens vivant près de la mer, les restaurants de fruits de mer australiens sont classés parmi les meilleurs du monde.

## Bush Tucker

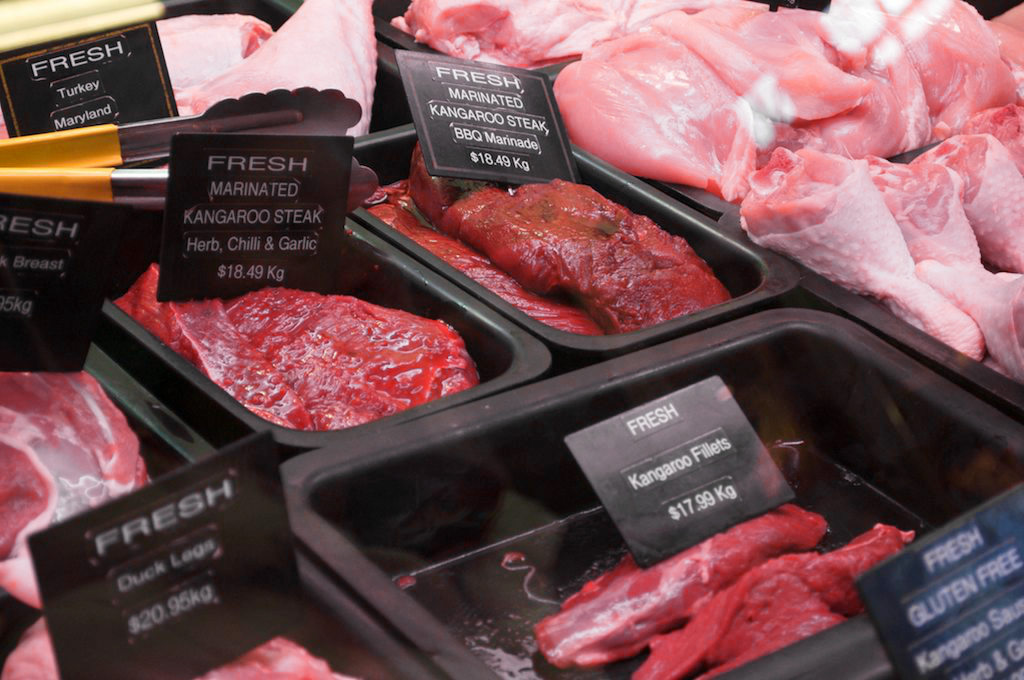
La viande de kangourou, repas traditionnel des Aborigènes, on le voit maintenant encore sur des menus australiens.

Depuis 50 000 ans, la cuisine des aborigènes d'Australie est à base de kangourous ou émeu grillés, fruits de mer, miel, baies etc. Les vers, les lézards, les serpents et les chenilles étaient également une nourriture très prisée.
Le Bush tucker est un terme australien qui désigne l'ensemble des espèces animales et végétales endémiques de l'Australie permettant à l'homme de se nourrir dans la nature. La connaissance de ces ressources fait partie intégrante de la culture aborigène. Le Bush Tucker désigne aussi le statut privilégié dont jouit l'homme de la tribu qui est chargé de la cueillette et de la chasse. Bush Tucker notables, on peut citer Les Hiddins, qui ont fait la série télévisée australienne Bush Tucker Man.

## La cuisine australienne moderne

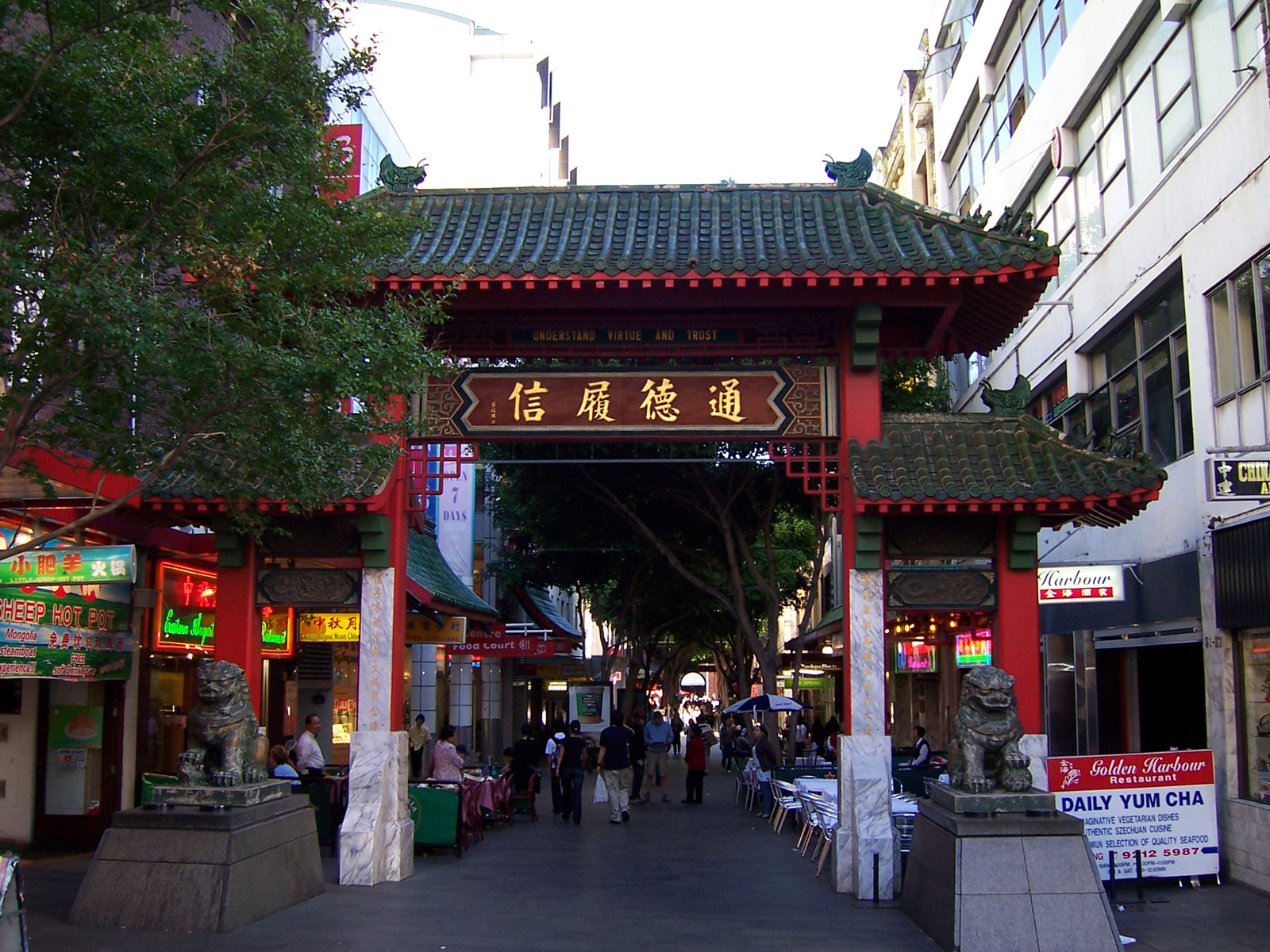
Chinatown, Sydney. La cuisine australienne contemporaine combine des influences britanniques, méditerranéennes et asiatiques.

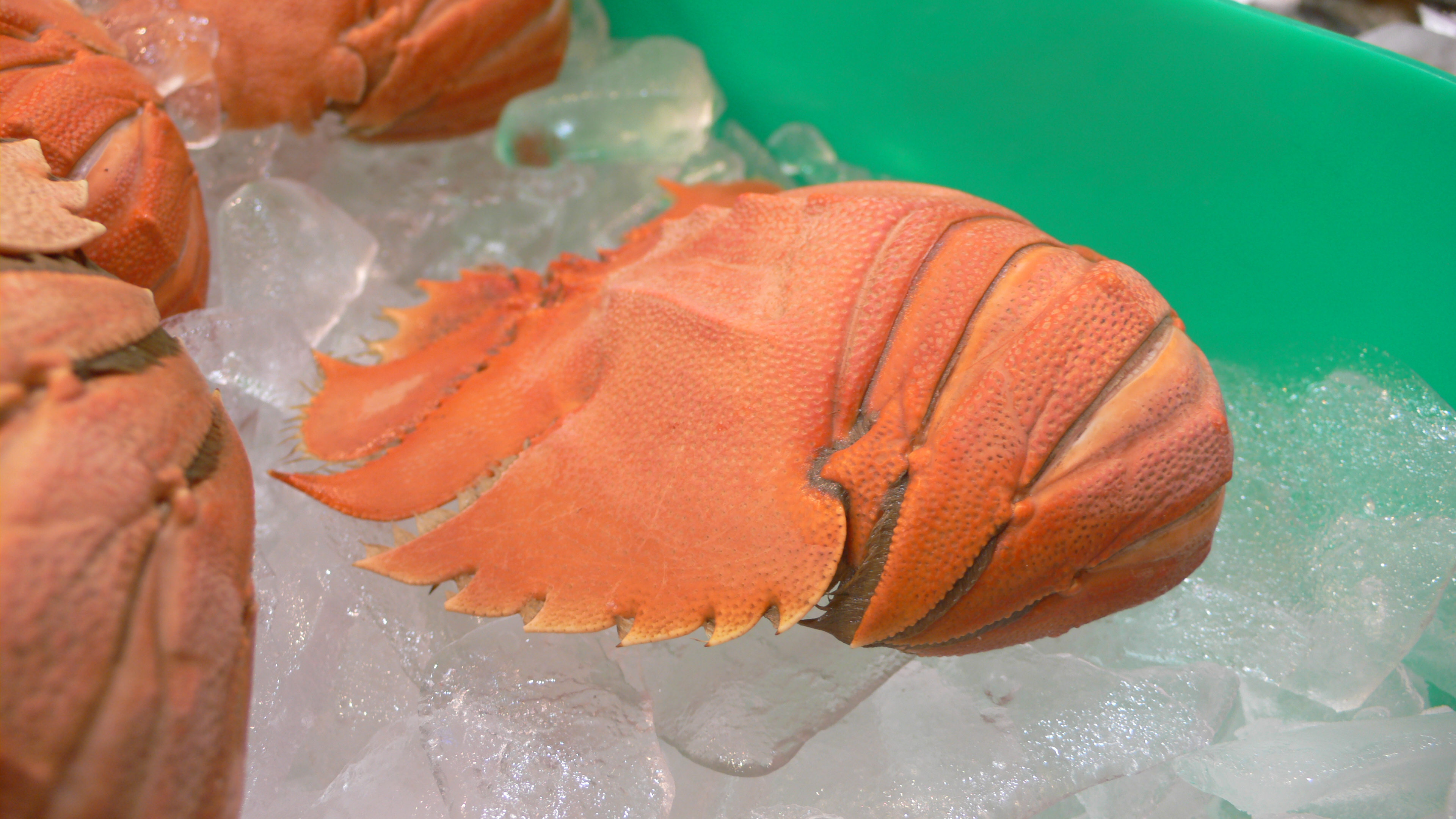
Le Balmain Bug, un Scyllaridae australien.

Depuis 1788, la cuisine australienne était basée sur la cuisine britannique apportée dans le pays par les premiers colons. Elle est généralement composée de tourtes, de steaks, de côtelettes grillées, et d'autres formes de viande, généralement accompagnées par des légumes (une combinaison connue familièrement en tant que "meat and three veg" (en français : "une viande et trois légumes"). Un des aspects culturels significatifs de la cuisine est aussi la tourte à la viande d'Australie.
Ces origines ont été rattrapées par l'emphase multiculturelle de la culture australienne durant ces 40 ou 50 dernières années, avec une cuisine influencée par une variété de plats méditerranéens et asiatiques originellement introduits par les immigrants. En effet, les restaurants dont la cuisine tend à manifester des adaptations contemporaines, interprétations ou fusions de ces influences culinaires multiculturelles sont fréquemment étiquetés avec le terme générique "Modern Australian". Les traditions britanniques persistent encore à plusieurs niveaux, par exemple avec les tourtes et les "fish an chips" qui restent populaires dans le secteur des plats à emporter.
Après des décennies de croissance multiculturelle, chaque capitale en Australie a une zone des restaurants Chinoise (China-Town);  Leichardt à Sydney est renommé des restaurants italien; et Melbourne pour ses restaurants grecs. La cuisine thaïe est également largement populaire. Combinaison de ces composants, un mouvement de cuisine indigène australienne est apparu, évoluant dans les restaurants australiens des années 1980. La découvertes de qualités similaires aux épices de plusieurs plantes australiennes formait les bases de la cuisine gourmet. Ceci contraste avec la nourriture de brousse peu familière des gourmets.
Parmi les spécialités de fruits de mer on peut citer les espèces indigènes de poissons comme le Barramundi et le Flathead. Langoustine - comprenant le Balmain Bug - soyez également estimé. La crevette rose grillée tout entier est considérée une spécialité nationale - provoquer l'invitation célèbre par Paul Hogan aux touristes de venir en Australie pour "to throw another shrimp on the barbie" (jetez une autre crevette sur le Barbecue).
Red Rooster, Oporto et Hungry Jack's sont chaînes de restauration rapide Australien.
Le biscuit ANZAC est un biscuit fait de flocons d'avoine, de mélasse claire et de noix de coco. Il est nommé en honneur des troupes néo-zélandaises et australiennes de la bataille des Dardanelles de la Première Guerre mondiale. Le lamington est un gâteau traditionnel australien composé de sucre, de beurre, d'œufs, de chocolat, et il est ensuite enrobé de noix de coco. La pavlova est un dessert en forme de gâteau et à base de meringue nommée en honneur de la ballerine russe Anna Pavlova. Elle est croustillante à l'extérieur et molle à l'intérieur et souvent décorée de fruits posés au-dessus. La vegemite est une pâte à tartiner très salée et presque noire à base de levure de bière, essentiellement utilisée en Australie et en Nouvelle-Zélande, elle a été inventée en Australie par le technologue de nourriture; le Dr Cyril P. Callister en 1922.

## Boissons

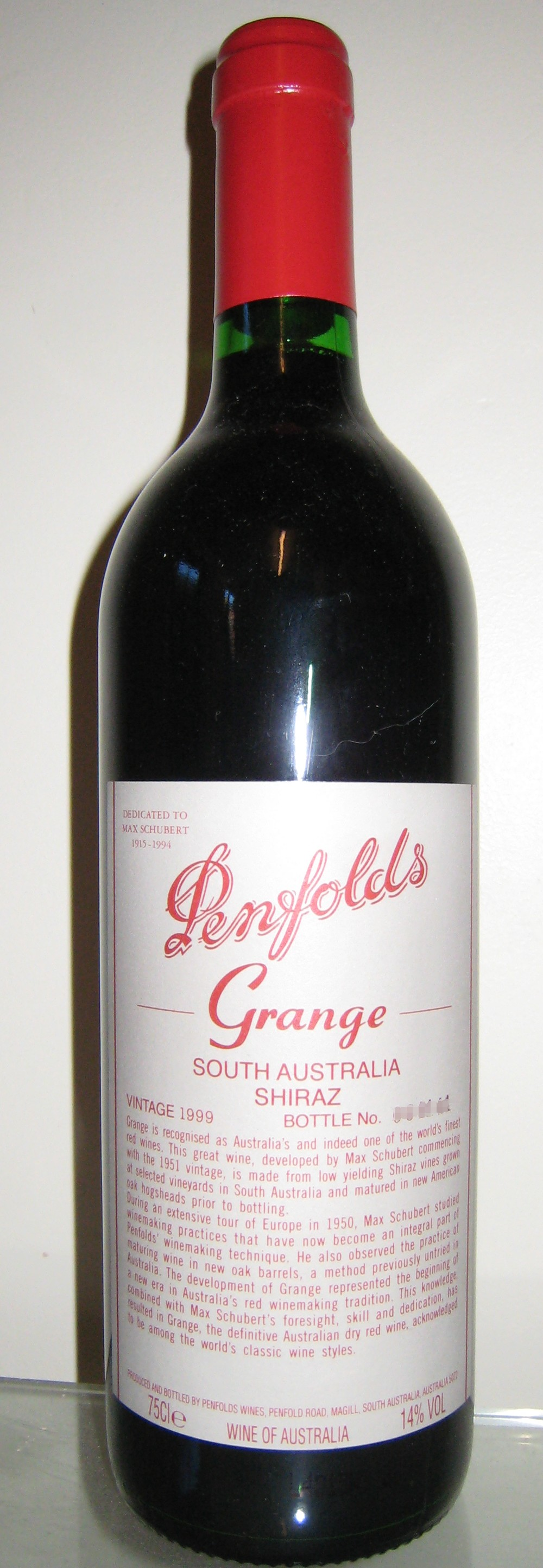
Penfolds Grange 1999. L'Australie produit certains des meilleurs vins du monde.

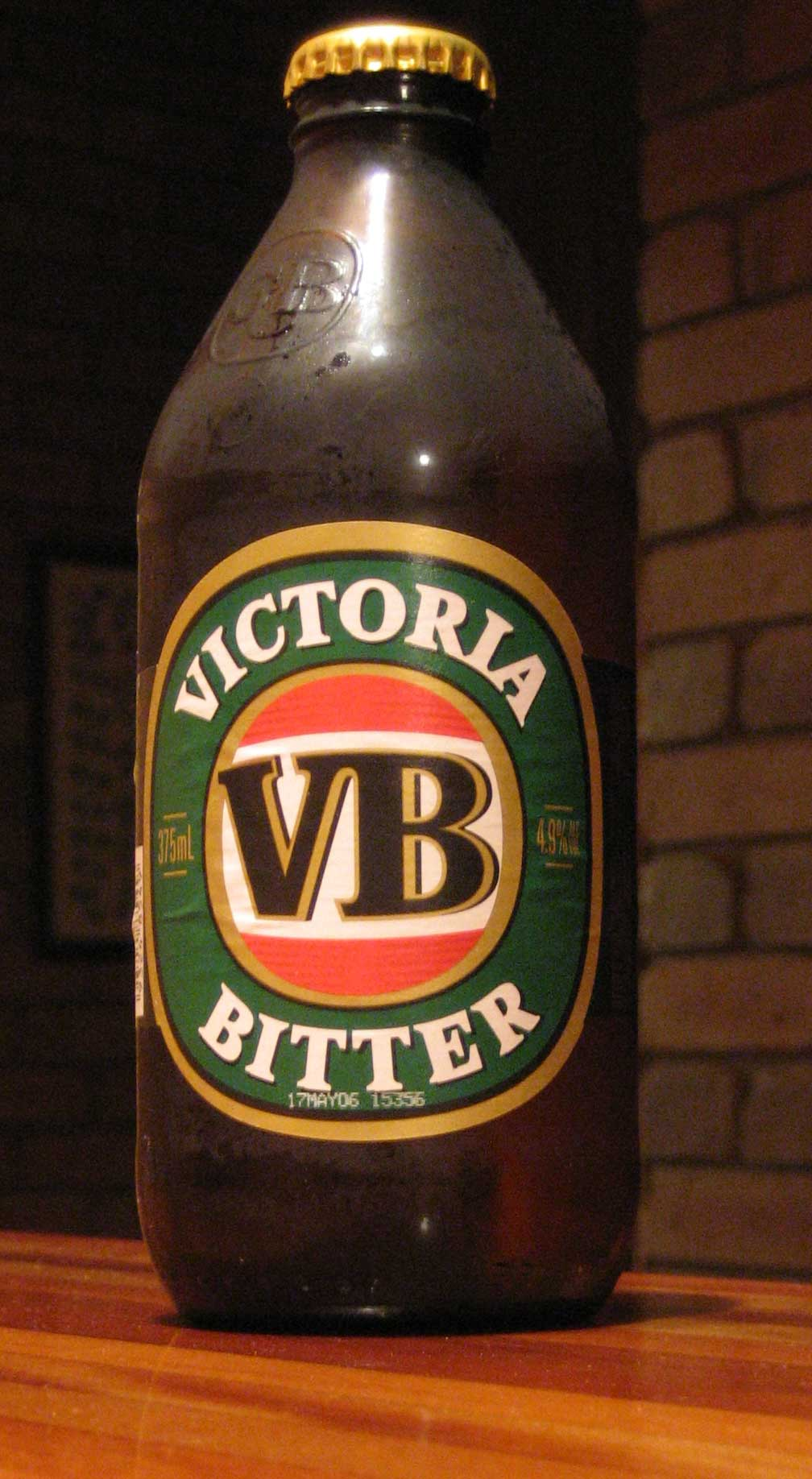
Victoria Bitter, lager australien.

### Vins
L'Australie produit certains des meilleurs vins du monde. Parmi les domaines les plus célèbres, il y a Penfolds, Rosemount Estate, Wynns Coonawarra Estate et Lindemans. Les régions des vallées Hunter et Barossa Valley sont connues pour leurs vignobles. De nombreuses hectares de vignes occupent ces régions où, les années impaires, se tiennent des fêtes du vin qui attirent de nombreux visiteurs qui viennent profiter des défilés, concerts et repas.
La Vallée Hunter produit du vin depuis 150 ans. Les vignobles renommés incluent ceux de Rothbury, de Tyrrells et de McGuigans. On les connaît pour leur sémillon mais ils produisent des shiraz, chardonnay et verdelho. On connait la Barossa Valley pour son shiraz parmi les plus anciens au monde, son cabernet sauvignon et son grenache. Les vins blancs incluent les rieslings de la Vallée Éden, les semillons et les chardonnays.

### Bières
Les bières des marques locales célèbres sont toujours populaires en Australie. La brasserie la plus ancienne est celle de la Cascade à Hobart en Tasmanie (ouverte en 1824); cependant, de la bière avait déjà été produite à Sydney à partir de 1806 par James Squire,. Depuis les années 1970, un certain nombre de bières australiennes, comme la Fosters Lager, ont acquis une renommée internationale. Même si la Foster's est la bière australienne la plus connue à l'étranger, sa part de marché en Australie reste faible comparé à la Victoria Bitter qui est la bière la plus vendue, à la fois en pression ou en détail.

### Rhums
Le commerce de rhum a été une composante importante de l'économie coloniale très tôt en Nouvelle-Galles du Sud. Le commerce du rhum a même mené au seul coup d'État de l'histoire de l'Australie : la rébellion du rhum qui a renversé le gouverneur William Bligh en 1808.

### Boissons non alcoolisées
- Lait d'amande
- Lait de soja
- Limonades diverses, sodas, cocas

#### Thé
Le Billy Tea (en) est une tradition célébrée en Australie. Le thé de Billy est bouilli au-dessus d'un feu de camp et augmenté par la feuille d'eucalyptus. La chanson folklorique Waltzing Matilda  raconte l'histoire d'un vagabond errant qui s'assied bouillant son billy à côté d'un billabong (étang de fleuve).
Le thé herbal aborigène se fait à base de Leptospermum.

#### Café
Il existe toute une culture du café australienne.

#### Boissons à base de lait
- Milo (marque)

## Desserts

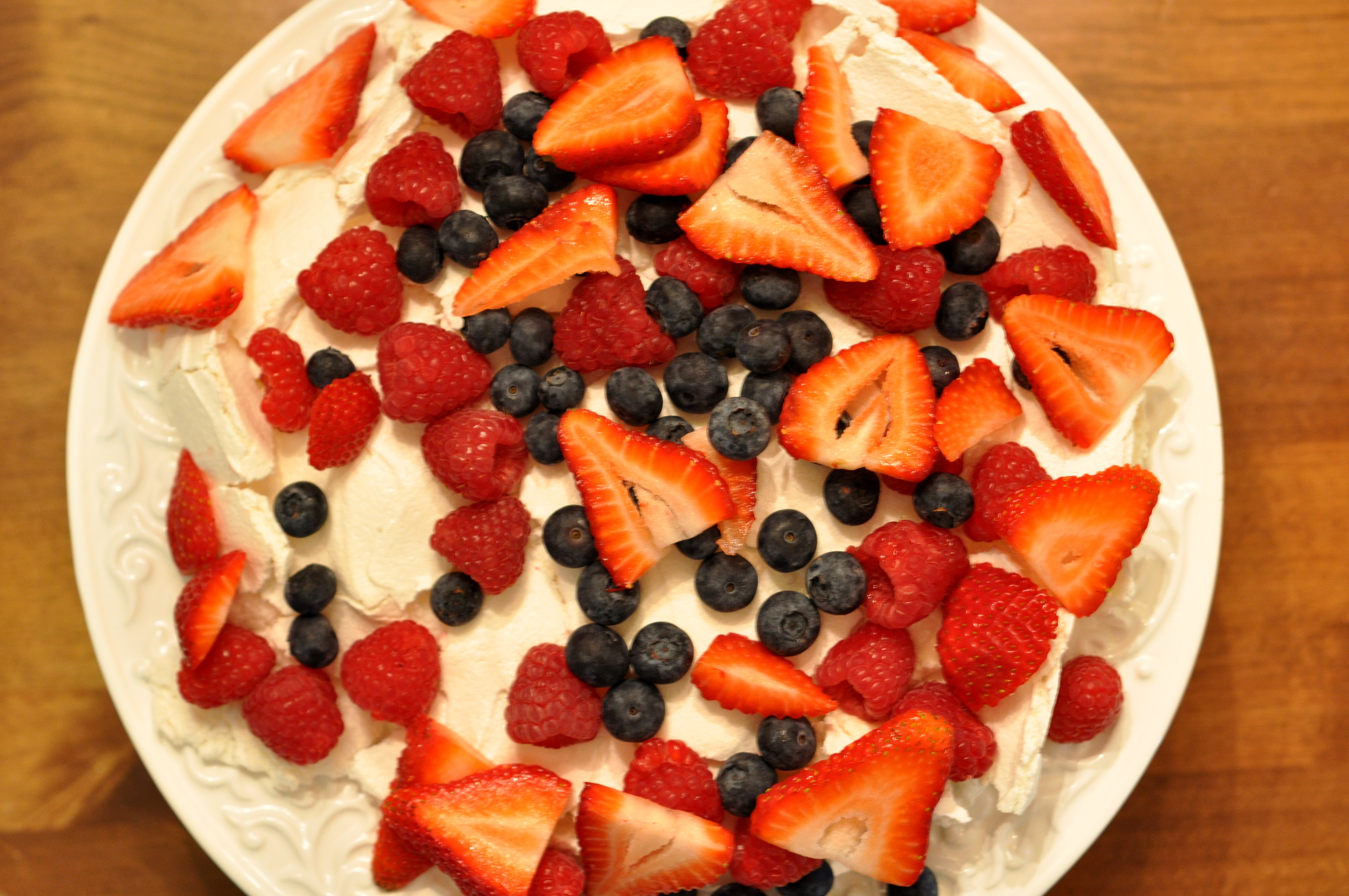
Une Pavlova.

Il y a un petit nombre de desserts et de douceurs qui sont considérés comme typiquement d'Australie :

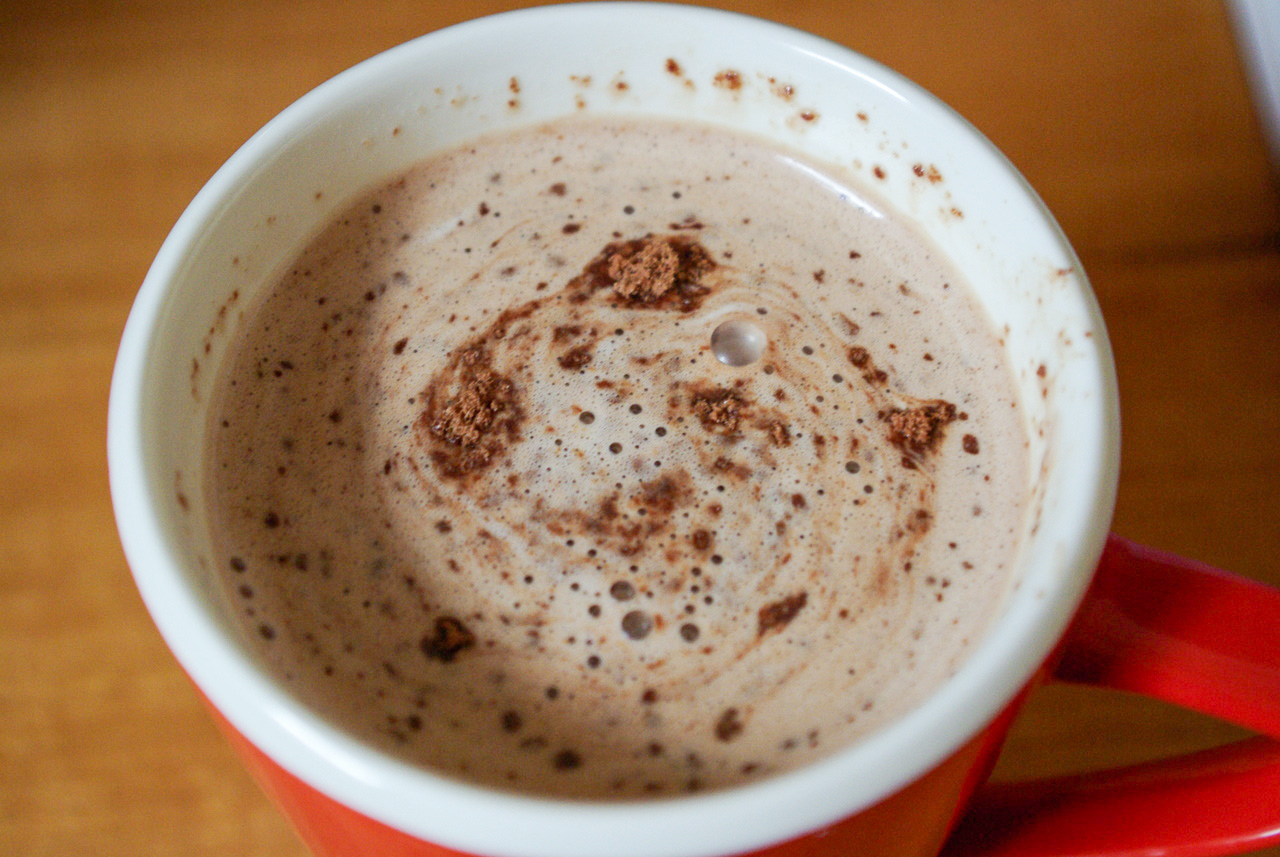
Une tasse de Milo chaud

- Biscuit ANZAC
- Frog cake
- Frozie cup
- Lamingtons
- Pavlova
- des variantes du Mille-feuille

Confiserie
- Musk stick
- Minties
- Milo (marque)
- Tim tam
- Violet Crumble
- Cadbury Picnic
- Cheezles
- Twisties
- Burger Rings

## Cuisiniers célèbres
- Gabriel Gaté
- Bill Granger
- Kylie Kwong
- Ben O'Donoghue
- Tobie Puttock
- Curtis Stone

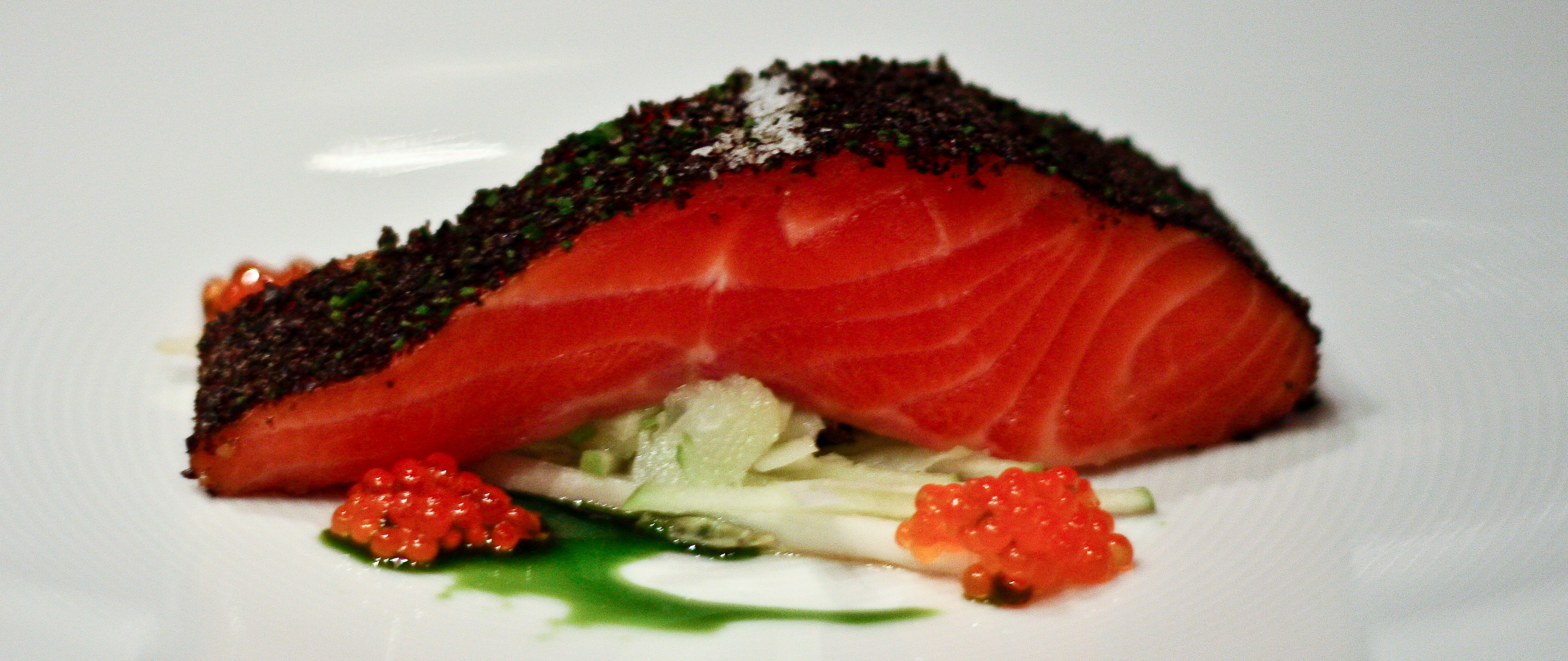
Le Confit de truite de mer Tasmanien de Tetsuya's, Restaurant de Sydney.
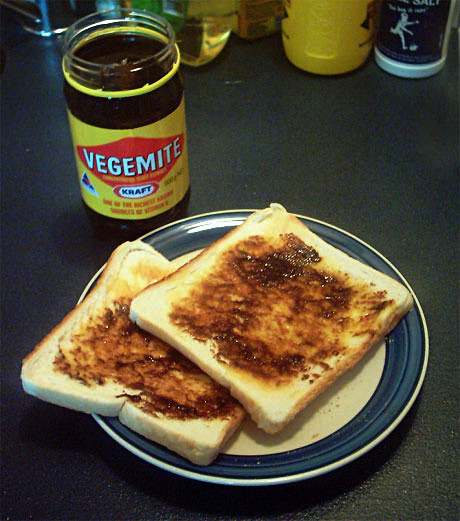
Vegemite sur toast.
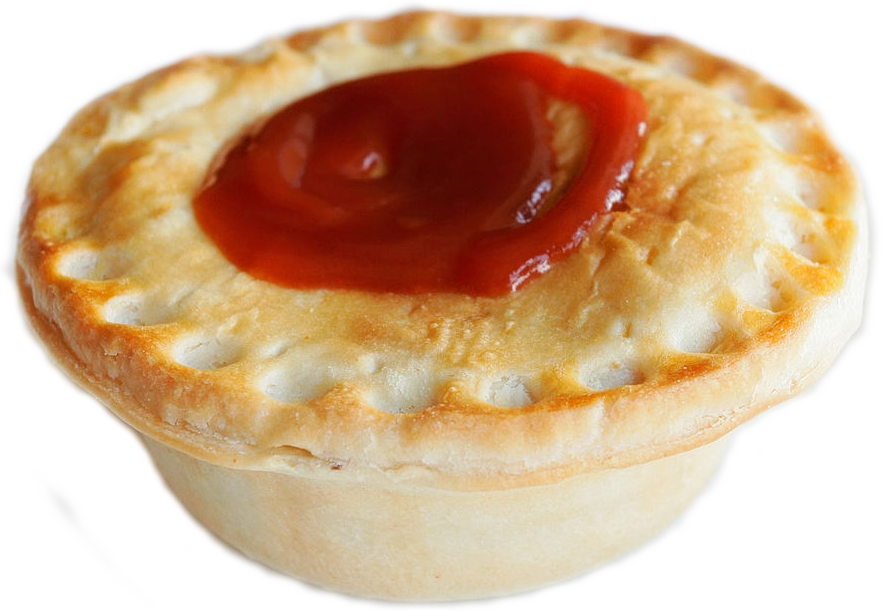
La tourte à la viande d'Australie

### Lectures approfondies
- Stéphanie Alexander, Maggie Beer, Andrew Blake (et al.), Cuisine d'Australie : recettes originales des antipodes, les Éd. du Pacifique, Paris, 2000, 144 p.  (ISBN 2-87868-055-3)
- Kate Boillot-Patterson, Cuisine et identité nationale en Australie, Université Toulouse Jean-Jaurès, 2008, 442 p. (thèse)
- (en) Jean-Paul Bruneteau, Tukka: Real Australian Food, Angus & Robertson, Sydney, 1996, 223 p.  (ISBN 9780207189661)
- (en) Vic Cherikoff, The Bushfood Handbook: How to Gather, Grow, Process & Cook Australian Wild Foods, SNP, Sydney, 2000, 208 p.  (ISBN 0-7316-6904-5)
- (en) Andrew Dwyer, Outback: Recipes and Stories from the Campfire, Melbourne University Publishing, Melbourne, 2007, 265 p.  (ISBN 9780522853803)
- (en) Kingsley Palmer, Swinging the billy: indigenous and other styles of Australian bush cooking, Aboriginal Studies Press, Canberra, 1999, 77 p.  (ISBN 0-85575-317-X)
- (en) Barbara Santich, Bold palates : Australia's gastronomic heritage, Wakefield Press, Kent Town, S.Aust., 2012, 326 p.  (ISBN 978-1-7430-5094-1)
- (en) Michael Symons, One continuous picnic: a gastronomic history of Australia, Melbourne University Press, Carlton, Vic., 2007, 366 p.  (ISBN 978-0-522-85323-0)